# Engden
Engden é um município da Alemanha localizado no distrito de Grafschaft Bentheim, estado de Baixa Saxônia.
Pertence ao Samtgemeinde de Schüttorf.